# Renoflex-gruppen
Renoflex-Gruppen A/S eller i daglig tale Renoflex er en vognmandsforretning, der er skilt ud fra R98 for, som en selvstændig virksomhed, at kunne sevicere erhvervskunder og kunder uden for R98's koncessionsområde. Renoflex startede i 1964 som en del af R98, men blev 1. januar 1994 opstartet som et selvstændigt aktieselskab. 
Oprindeligt var aktierne fordelt mellem R98 og det franskejede firma SITA, men da SITA trak sig ud af Danmark, overtog holdingselskabet RenHold A/S alle aktier i Renoflex. RenHold ejes af R98.
Firmaet består ud over resterne fra R98 af de opkøbte firmaer John Christensen, Birk Jensen, Leo Eriksen, Willy Jensen, P. O. Nielsen, L. Olsen, Allerød Container Transport og Roskilde Industri Renovation.
Firmaet har hovedkontor på Kløvermarksvej på det nordlige Amager, få hundrede meter fra moderselskabet. Industri- og erhvervsafdelingen styres herfra, mens licitationsafdelingen med kommunale udbud styres fra Herfølge. Desuden er der flere steder chaufførfaciliteter, typisk i bygninger der er fulgt med ved overtagelse af andre firmaer. 
Firmaet kører selv en stor del opgaver på Sjælland, men udfører service over hele landet gennem underentreprenører. Firmaet stod i august 2008 for indsamling af kommunalt affald lidt over 10% af den danske befolkning. I 2005 indsamledes over 150.000 tons affald fra private borgere. Dertil kommer industri- og erhvervsaffald.
I sommeren 2006 indledtes et samarbejde med ISS Waste Management, der er ISS' afdeling for affaldshåndtering. Firmaerne arbejder med gensidigt åbne regnskabsbøger, og samarbejdet baseres på at Renoflex som udvalgt samarbejdspartner skal stå for den fysiske flytning af det affald ISS tegner kontrakter på i Danmark.
Firmaet har cirka 400 ansatte (januar 2009).
Biler som firmaet køber fra forhandlere males hvide med blå stafferinger på førerhuset og blå på chassiset, mens vogne fra opkøbte firmaer normalt beholder farverne herfra.
I forbindelse med afviklingen af moderselskabet R98 er firmaet sat til salg i foråret 2009 med en beskrivelse af et attraktivt firma i vækst trods finanskrisen. I starten af 2010 offentliggjorde man at Licitationsafdelingen var solgt til det norskejede RenoNorden.
I november 2010 offentliggjorde man at Industri- og Erhvervsafdelingen var solgt til konkurrenten Marius Pedersen A/S. Efter godkendelse fra Konkurrencestyrelsen er aktiviteterne overgået til Marius Pedersen i Rødovre pr. 1. 4. 2011.
Herefter manglede man endnu at sælge Produktionsafdelingen der står for modtagelse og behandling af affald på to modtagepladser i Københavns nordhavn og på Prøvestenen samt en modtagehal på Kløvermarksvej. I første omgang fortsatte denne afdeling sine aktiviteter under navnet CPHWaste under ledelse af Karsten Kronborg, men i 2014 overtog Marius Pedersen også disse aktiviteter, og ved årsskiftet til 2015 er man så småt ved at udfase navnet CPH Waste i offentligheden til fordel for MP.

## Ekstern henvisning
- Renoflexs officielle hjemmeside